# Oroblemus
Oroblemus is een geslacht van kevers uit de familie van de loopkevers (Carabidae). De wetenschappelijke naam van het geslacht is voor het eerst geldig gepubliceerd in 1966 door Ueno & Yoshida.

## Soorten
Het geslacht Oroblemus omvat de volgende soorten:
- Oroblemus caecus Ueno et Yoshida, 1966
- Oroblemus dilaticollis Ueno, 1983
- Oroblemus katorum Ueno, 1983
- Oroblemus parvicollis Ueno, 1987
- Oroblemus sparsepilifer Ueno, 1975
- Oroblemus subsulcipes Ueno, 1983
- Oroblemus yamauchii Ueno, 1993